# Asplenium macrophlebium
Asplenium macrophlebium är en svartbräkenväxtart som beskrevs av Bak. Asplenium macrophlebium ingår i släktet Asplenium och familjen Aspleniaceae. Inga underarter finns listade.